# Беляночка и Розочка (фильм)
«Беляночка и Розочка» (нем. Schneeweißchen und Rosenrot) — немецкий фильм-сказка, снятый режиссёром Зигфридом Хартманном на студии DEFA в 1979 году. Фильм снят по одноимённой сказке братьев Гримм.

## Сюжет
Две молодые сестры — Беляночка и Розочка живут со своей матерью на опушке горного леса. Местность почти безлюдна, потому что в пещере Амалиен в лесу обитает злой горный дух. Однажды он убил отца сестер и выгнал из района всех горняков. Только дедушка Матиас и его внук Клаус остались, чтобы победить горного духа. Однако Матиасу до сих пор не удалось найти двух мужчин, которые согласились бы подняться с ним по туннелям и сразиться с горным духом.

## В ролях
- Юлия Юриштова — Беляночка
- Катрин Мартин — Розочка
- Павел Травничек — Михаэль
- Бодо Вольф — Андреас
- Ханс-Петер Минетти — горный дух
- Иоганнес Веке — Маттиас
- Аннемоне Хаазе — матушка
- Ханьо Менде — Клаус
- Педро Хебенштрайт — медведь